# Folgowo

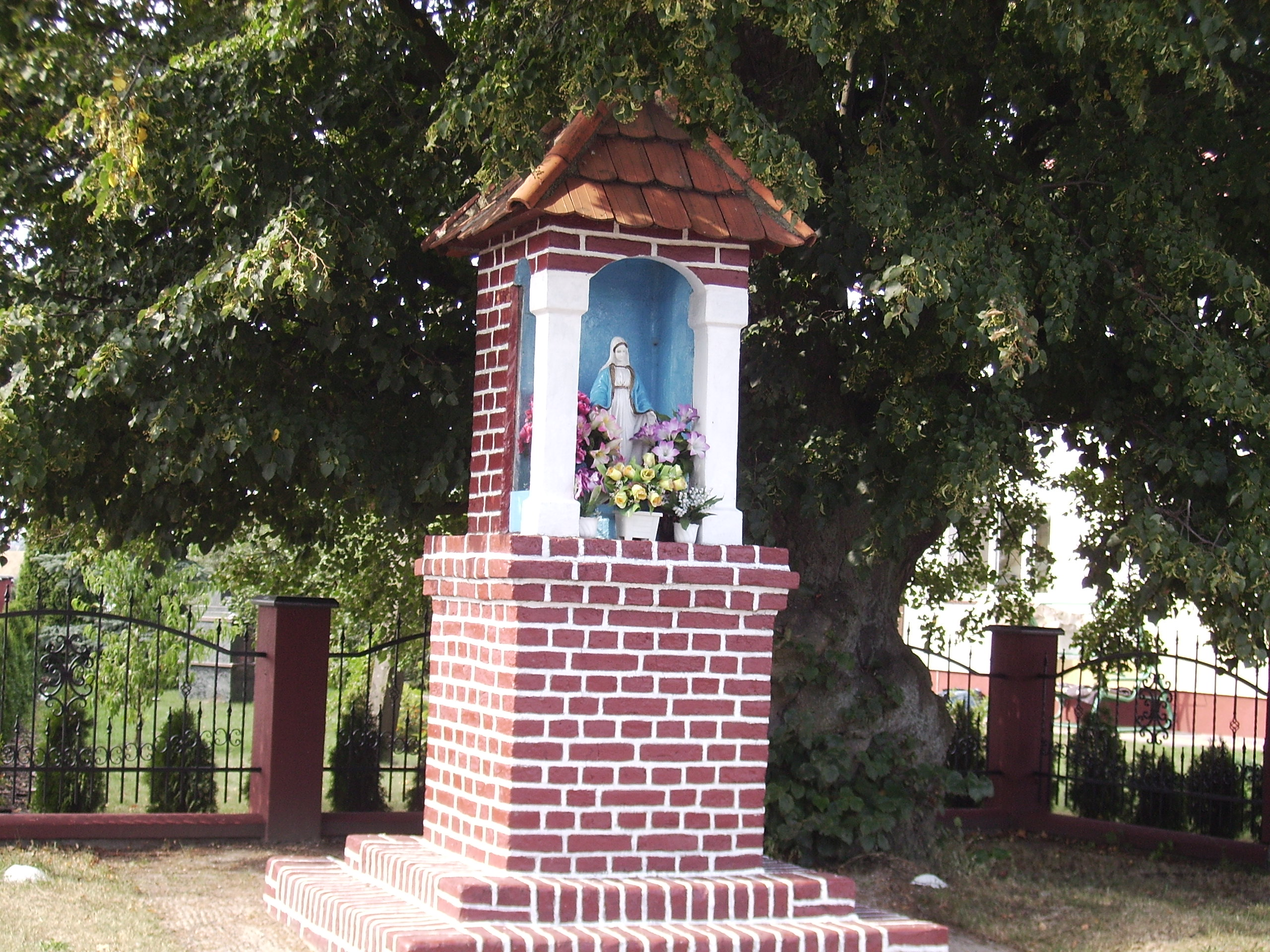
Figurka Maryjna

Folgowo – wieś w Polsce położona w województwie kujawsko-pomorskim, w powiecie chełmińskim, w gminie Papowo Biskupie. Wieś zajmuje powierzchnię 336,5 ha.

## Podział administracyjny
W latach 1939–1945 położona była w okręgu Rzeszy Gdańsk-Prusy Zachodnie, w rejencji bydgoskiej (Regierungsbezirk Bromberg), w powiecie Chełmno (Kreis Kulm).
W latach 1975–1998 miejscowość administracyjnie należała do województwa toruńskiego.

## Historia

### Średniowiecze
Pierwsza wzmianka o miejscowości pochodzi z 1438. W kronikach i dokumentach wieś była nazywana: Hillebrandisdorff (1438), Hylmensdorff (1438), Hildebrandisdorff (1438), Folgowo (1570), Folgowo (1614). W późnym średniowieczu Folgowo należała do klucza papowskiego. W roku 1438 Folgowo musiało płacić czynsz do zakonu krzyżackiego w wysokości 73 kur i 1 grzywny łanów. Sam zakon posiadał we wsi 29 łanów pól. W 1446 roku Folgowo wystąpiło w sporze o utrzymanie rowu nawadniającego. W latach 1466–1505 wieś należała do królów polskich. W 1505 roku Aleksander Jagiellończyk przekazał miejscowość biskupom chełmińskim. Na przełomie XVI i XVII wieku należało do dóbr stołowych biskupów chełmińskich.

### Nowożytność
W 1759 roku chłopami kontraktowymi byli w Folgowie: Stanisław Milencz, Jan Gmeński, Franciszek Dubiela, Jakub Kowalski, Antoni Rejenkowicz. Każdy z nich posiadał po 3 włóki ziemi. Folgowo oddawało dziesięcinę na rzecz kościoła w Papowie Biskupim. W 1739 roku dziesięcina wynosiła 5 korców, a w 1773 roku 12 korców owsa i żyta. W 1772 roku w wyniku pierwszego rozbioru Polski Folgowo trafiło do Prus. W 1773 roku przeprowadzono pierwszy w Folgowie spis ludności. Wieś wtedy liczyła 74 osoby (wśród nich byli: Jakub Dembowski, Jakub Zacharek, karczmarz Roch Milenc, owczarz Wojciech Zacharek, robotnicy folwarczni: Józef Zacharek, Franciszek Kallen, Marcin Kamiński).

#### XIX i XX wiek
W 1831 roku przeprowadzono w Folgowie uwłaszczenie chłopów. W 1868 roku przeprowadzono w Folgowie badania statystyczne, które wykazały, że miejscowość zajmowała 1657 mórg powierzchni, posiadała 47 budynków (w tym 22 mieszkalne). W 1868 roku wieś zamieszkiwało 236 mieszkańców (210 katolików i 26 ewangelików). W 1885 roku Folgowo zajmowało powierzchnię 423 hektarów. Miejscowość liczyła 211 mieszkańców (189 katolików, 18 ewangelików i 4 Żydów). Po I wojnie światowej, w 1921 roku w Folgowie znajdowało się 17 budynków mieszkalnych. Wieś liczyła 159 mieszkańców (72 mężczyzn i 87 kobiet; 138 katolików, 15 katolików i 6 mieszkańców innych wyznań). W latach 1939 - 1942 dotychczasową nazwą wsi było Folgowo, lecz po przeprowadzonej zamianie nazw miejscowości w Okręgu Rzeszy Gdańsk-Prusy Zachodnie, w latach 1942 - 1945 nazywała się Hilbrandsdorf, Kreis Kulm (Weichsel).

### Współczesność
W 1995 roku w Folgowie wybudowano wodociągi. W 1999 roku wyremontowano drogę Storlus-Folgowo. W 2008 roku wyremontowano świetlicę wiejską. W 2010 roku w świetlicy zmieniono sposób ogrzewania oraz wymieniono drzwi. W 2011 roku wyremontowano drogi w miejscowości. W 2013 roku przebudowano drogę w Folgowie. W 2013 roku w Folgowie działały 3 podmioty gospodarcze.

## Demografia
Według Narodowego Spisu Powszechnego (III 2011 r.) wieś liczyła 153 mieszkańców. Jest dwunastą co do wielkości miejscowością gminy Papowo Biskupie.